# Wilhelm Hippert
Wilhelm Hippert (sconosciuta – sconosciuta) è stato un aviatore tedesco, Asso dell'aviazione della Luftstreitkräfte durante la prima guerra mondiale con 8 abbattimenti accreditati.

## Biografia
Conosciuto con il soprannome di Willi, Wilhelm Hippert fu assegnato come pilota di un'unità biposto al FFA 227 nel 1917 operando sul fronte francese, accreditandosi una vittoria il 17 marzo 1917 condividendola con il suo osservatore Leutnant Heinrich Klose (che resto ucciso in servizio un mese dopo, il 24 aprile) ai danni di un Royal Aircraft Factory F.E.2 del 20th squadron del Royal Flyng Corps sopra Lomme. In quello stesso anno, Hippert fu trasferito con il grado di Vizefeldwebel alla Jasta 39.
Il 15 settembre la Jasta 39 fu trasferita sul fronte italiano a sostegno dell'offensiva austro-ungarica, e Hippert divenne un asso durante la battaglia di Caporetto o dodicesima battaglia dell'Isonzo. Il 2 ottobre 1917 Hippert ottenne la sua seconda vittoria abbattendo il Savoia-Pomilio SP.3 matricola 4541 della 40ª Squadriglia (pilota e osservatore, Ercole Crosetto e di Francesco Ariani) abbattuto sulle falde del Kaval presso Tolmino. Dopo altre due vittorie, il 25 ottobre ed il 30 novembre, Hippert divenne un asso l'8 dicembre 1918 ai danni di un Sopwith Camel. Hippert ottenne un'ulteriore vittoria con la Jasta 39 l'11 gennaio 1918 abbattendo un Sopwith Camel del No. 45 Squadron RAF. Il 5 marzo 1918, Hippert fu trasferito sul fronte occidentale in Francia con la Jasta 74, un'unità specializzata nella caccia notturna. Nella metà del 1918, fu promosso Offizierstellvertreter. Durante questo periodo, volava con un Fokker D.VII con il muso dipinto di blu, la fusoliera posteriore dipinta a scacchiera bianco e nera. Sull'ala superiore era dipinta la scritta Mimmi. Il 7 giugno 1918, Hippert ebbe la settima vittoria ai danni di un  Dorand AR2 sopra Beaumont-sur-Vesle. Il 22 agosto, egli si accreditò di altre due vittorie, un Caudron R.11 e un Breguet 14.
Fu in questo periodo che ricevette la Croce di Ferro di prima classe.

## Vittorie
| Numero | Data             | Unità     | Avversario          | Località           |
| ------ | ---------------- | --------- | ------------------- | ------------------ |
| 1      | 17 marzo 1917    | FA(A) 227 | Factory F.E.2       | Lomme              |
| 2      | 02 ottobre 1917  | Jasta 39  | Savoia-Pomilio SP.3 | Tolmino            |
| 3      | 25 ottobre 1917  | Jasta 39  | Sopwith or Hanriot  | Dolje              |
| 4      | 30 novembre 1917 | Jasta 39  | SAML                | Cornuda-Nogare     |
| 5      | 8 dicembre 1917  | Jasta 39  | Sopwith Camel       | Treviso-Pezzar     |
| 6      | 11 gennaio 1918  | Jasta 39  | Sopwith Camel       | Cimadolmo          |
| 7      | 07 giugno 1918   | Jasta 74  | AR2                 | Beaumont-sur-Vesle |
| 8      | 22 agosto 1918   | Jasta 74  | Caudron R.11        | Soissons           |
| u/c    | 22 agosto 1918   | Jasta 74  | Bréguet 14 B.2      |                    |